# (14398) 1990 VT6
(14398) 1990 VT6 est un astéroïde de la ceinture principale d'astéroïdes découvert en 1990.

## Description
(14398) 1990 VT6 a été découvert le 14 novembre 1990 à l'observatoire de La Silla, au Chili, par Eric Walter Elst.

### Caractéristiques orbitales
L'orbite de cet astéroïde est caractérisée par un demi-grand axe de 2,65 UA, un périhélie de 2,32 UA, une excentricité de 0,12 et une inclinaison de 3,60° par rapport à l'écliptique. Du fait de ces caractéristiques, à savoir un demi-grand axe compris entre 2 et 3,2 UA et un périhélie supérieur à 1,666 UA, il est classé, selon la JPL Small-Body Database, comme objet de la ceinture principale d'astéroïdes.

### Caractéristiques physiques
(14398) 1990 VT6 a une magnitude absolue (H) de 14,3 et un albédo estimé à 0,198.